# J. William Fulbright
James William Fulbright (9 de Abril de 1905 – 9 de Fevereiro de 1995) foi um famoso senador estadounidense (1945-1975) pelo estado do Arkansas. Fulbright era parte da facção sulista do Partido Democrata e um firme defensor do militarismo, da segregação racial, mas igualmente da criação da ONU. Também se opôs ao Comitê de Investigação de Atividades Anti-Americanas do Senado dos Estados Unidos e ao macartismo.
É lembrado também pelos seus esforços para estabelecer um programa internacional de intercâmbio estudantil, que posteriormente passou a ser conhecido como Fulbright Fellowships, ou Bolsas de Estudos Fulbright.
Além disso, tornou-se um duro crítico dos grupos de apoio a Israel nos Estados Unidos, tendo sido designado em 1974 pela Liga Antidifamação, a principal organização judaica estadunidense, como sendo "consistentemente contrário a Israel e aos que nos apoiam neste país". Ao candidatar-se a um sexto mandato, em 1974, os fundos concedidos por tais interesses a seu oponente na eleição primária, o ex-governador do Arkansas, Dale Bumpers, foram um fator importante em sua derrota.